# ドライブ主戦型
ドライブ主戦型（ドライブしゅせんがた）とは、卓球において主に前・中陣でのドライブで攻撃する戦型である。シェークハンド、ペンホルダーあわせて最も多い戦型である。

## 概要
普通、スピードの出るラケットに裏ソフトラバーを貼る。ペンホルダーは角型が遠心力がでるため適している。また、カットマンに対してドライブマンということがある。近年は、ドライブ主戦型であっても前陣で捌くのが理想的なプレースタイルとされている為、以前と比べ、前陣速攻型との差は無くなってきている。
ドライブ主戦型の用具の特徴は以下の通り。
シェークハンド
弾みのよいラケットに、テンション系裏ソフトを両面に貼る。ラケットの硬さ、ラバーの硬さは選手によってそれぞれ異なる。
ペンホルダー
日本式では、檜単板の角型ペンがよく用いられ、ラバーもテンション系裏ソフトが用いられることが多い。
中国式では、裏面打法を用いるために、粘着テンションラバー（あるいは粘着系ラバー）とテンション系ラバーを併用することが多い。ラケットは基本的にブレード厚が薄く、弾みがよく、しなりのあるものが良いとされる。

## ドライブ主戦型の主な選手
| シェークハンド（男子） - 王励勤 - 馬龍 - ティモ・ボル - カリニコス・クレアンガ - 岸川聖也 - 森薗政崇 - 丹羽孝希 - 糀谷博和 | シェークハンド（女子） - 石川佳純 - 早田ひな | ペンホルダー - 王皓 - 馬琳 - 柳承敏 - 吉田海偉 |